# Santiago González
Santiago González Torre (Córdoba, Mèxic, 24 de febrer de 1983) és un tennista professional mexicà especialista en la modalitat de dobles.
Ha guanyat un total de 23 títols de dobles masculins que li van permetre arribar al setè lloc del rànquing mundial. Entre els millors resultats destaquen haver arribat a la final del Roland Garros l'any 2017. En la modalitat de dobles mixts va disputar quatre finals de Grand Slam però també sense èxit en la final. Ha format part de l'equip mexicà de Copa Davis en moltes ocasions.

## Torneigs de Grand Slam

### Dobles masculins: 1 (0−1)
| Resultat  | Núm. | Any  | Torneig       | Parella      | Oponents                    | Marcador            |
| --------- | ---- | ---- | ------------- | ------------ | --------------------------- | ------------------- |
| Finalista | 1.   | 2017 | Roland Garros | Donald Young | Ryan Harrison Michael Venus | 6−7(3), 7−6(4), 3−6 |

### Dobles mixts: 4 (0−4)
| Resultat  | Núm. | Any  | Torneig       | Parella              | Oponents                     | Marcador         |
| --------- | ---- | ---- | ------------- | -------------------- | ---------------------------- | ---------------- |
| Finalista | 1.   | 2012 | Roland Garros | Klaudia Jans-Ignacik | Sania Mirza Mahesh Bhupathi  | 6−7(3), 1−6      |
| Finalista | 2.   | 2013 | US Open       | Abigail Spears       | Andrea Hlaváčková Max Mirnyi | 6−7(5), 3−6      |
| Finalista | 3.   | 2014 | US Open (2)   | Abigail Spears       | Sania Mirza Bruno Soares     | 1−6, 6−2, [9−11] |
| Finalista | 4.   | 2024 | Wimbledon     | Giuliana Olmos       | Hsieh Su-wei Jan Zieliński   | 4−6, 2−6         |

## Palmarès

### Dobles masculins: 43 (25−18)
| Llegenda                          |
| --------------------------------- |
| Grand Slams (0−1)                 |
| ATP Finals (0−0)                  |
| ATP World Tour Masters 1000 (2−1) |
| ATP World Tour 500 (2−3)          |
| ATP World Tour 250 (21−13)        |

| Títols per superfície |
| --------------------- |
| Dura (10−10)          |
| Gespa (6−2)           |
| Terra batuda (9−6)    |

| Resultat  | Núm. | Data                   | Torneig                         | Superfície   | Parella                | Oponents                          | Marcador               |
| --------- | ---- | ---------------------- | ------------------------------- | ------------ | ---------------------- | --------------------------------- | ---------------------- |
| Guanyador | 1.   | 9 de maig de 2010      | Belgrad, Sèrbia                 | Terra batuda | Travis Rettenmaier     | Tomasz Bednarek Mateusz Kowalczyk | 7−6(6), 6−1            |
| Finalista | 1.   | 11 de juliol de 2010   | Newport, Estats Units           | Gespa        | Travis Rettenmaier     | Carsten Ball Chris Guccione       | 3−6, 4−6               |
| Guanyador | 2.   | 24 d'abril de 2011     | Barcelona, Espanya              | Terra batuda | Scott Lipsky           | Bob Bryan Mike Bryan              | 5−7, 6−2, [12−10]      |
| Finalista | 2.   | 21 de maig de 2011     | Niça, França                    | Terra batuda | David Marrero          | Eric Butorac J-J. Rojer           | 3−6, 4−6               |
| Guanyador | 3.   | 7 d'agost de 2011      | Kitzbühel, Àustria              | Terra batuda | Daniele Bracciali      | Franco Ferreiro André Sá          | 7−6(1), 4−6, [11−9]    |
| Guanyador | 4.   | 15 de juliol de 2012   | Newport                         | Gespa        | Scott Lipsky           | Colin Fleming Ross Hutchins       | 7−6(3), 6−3            |
| Guanyador | 5.   | 25 d'agost de 2012     | Winston-Salem, Estats Units     | Dura         | Scott Lipsky           | Pablo Andújar Leonardo Mayer      | 6−3, 4−6, [10−2]       |
| Guanyador | 6.   | 5 de maig de 2013      | Estoril, Portugal               | Terra batuda | Scott Lipsky           | A-u-H. Qureshi J-J. Rojer         | 6−3, 4−6, [10−7]       |
| Guanyador | 7.   | 16 de juny de 2013     | Halle, Alemanya                 | Gespa        | Scott Lipsky           | Daniele Bracciali Jonathan Erlich | 6−2, 7−6(3)            |
| Guanyador | 8.   | 4 de maig de 2014      | Oeiras (2)                      | Terra batuda | Scott Lipsky           | Pablo Cuevas David Marrero        | 6−3, 3−6, [10−8]       |
| Guanyador | 9.   | 24 de maig de 2014     | Düsseldorf, Alemanya            | Terra batuda | Scott Lipsky           | Martin Emmrich Christopher Kas    | 7−5, 4−6, [10−3]       |
| Finalista | 3.   | 21 de juny de 2014     | 's-Hertogenbosch, Països Baixos | Gespa        | Scott Lipsky           | J-J. Rojer Horia Tecău            | 3−6, 6−7(3)            |
| Guanyador | 10.  | 15 de febrer de 2015   | Memphis, Estats Units           | Dura (i)     | Mariusz Fyrstenberg    | Artem Sitak Donald Young          | 5−7, 7−6(1), [10−8]    |
| Finalista | 4.   | 28 de febrer de 2015   | Acapulco, Mèxic                 | Dura         | Mariusz Fyrstenberg    | Ivan Dodig Marcelo Melo           | 6−7(2), 7−5, [3−10]    |
| Finalista | 5.   | 26 de juliol de 2015   | Umag, Croàcia                   | Terra batuda | Mariusz Fyrstenberg    | Máximo González André Sá          | 6−4, 3−6, [5−10]       |
| Guanyador | 11.  | 14 de febrer de 2016   | Memphis (2)                     | Dura (i)     | Mariusz Fyrstenberg    | Steve Johnson Sam Querrey         | 6−4, 6−4               |
| Finalista | 6.   | 10 d'abril de 2016     | Houston, Estats Units           | Terra batuda | Víctor Estrella Burgos | Bob Bryan Mike Bryan              | 6−4, 3−6, [8−10]       |
| Finalista | 7.   | 19 de febrer de 2017   | Buenos Aires, Estats Units      | Terra batuda | David Marrero          | J.S. Cabal Robert Farah           | 1−6, 4−6               |
| Finalista | 8.   | 11 de juny de 2017     | Roland Garros, França           | Terra batuda | Donald Young           | Ryan Harrison Michael Venus       | 6−7(5), 7−6(4), 3−6    |
| Finalista | 9.   | 22 d'octubre de 2017   | Anvers, Bèlgica                 | Dura (i)     | Julio Peralta          | Scott Lipsky Divij Sharan         | 4−6, 6−2, [5−10]       |
| Guanyador | 12.  | 30 de juny de 2018     | Antalya, Turquia                | Gespa        | Marcelo Demoliner      | Sander Arends Matwé Middelkoop    | 7−5, 6−7(6), [10−8]    |
| Finalista | 10.  | 21 d'octubre de 2018   | Anvers (2)                      | Dura (i)     | Marcelo Demoliner      | Nicolas Mahut É. Roger-Vasselin   | 4−6, 5−7               |
| Finalista | 11.  | 17 de febrer de 2019   | Nova York, Estats Units         | Dura (i)     | Aisam-ul-Haq Qureshi   | Kevin Krawietz Andreas Mies       | 4−6, 5−7               |
| Guanyador | 13.  | 14 d'abril de 2019     | Houston                         | Terra batuda | Aisam-ul-Haq Qureshi   | Ken Skupski Neal Skupski          | 3−6, 6−4, [10−6]       |
| Finalista | 12.  | 11 de gener de 2020    | Doha, Qatar                     | Dura         | Luke Bambridge         | Rohan Bopanna Wesley Koolhof      | 6−3, 2−6, [6−10]       |
| Guanyador | 14.  | 13 de juny de 2021     | Stuttgart, Alemanya             | Gespa        | Marcelo Demoliner      | Ariel Behar Gonzalo Escobar       | 4−6, 6−3, [10−8]       |
| Guanyador | 15.  | 26 de setembre de 2021 | Nursultan, Kazakhstan           | Dura (i)     | Andrés Molteni         | Jonathan Erlich Andrei Vasilevski | 6−1, 6−2               |
| Guanyador | 16.  | 14 de novembre de 2021 | Estocolm, Suècia                | Dura (i)     | Andrés Molteni         | A-u-H. Qureshi J-J. Rojer         | 6−2, 6−2               |
| Guanyador | 17.  | 6 de febrer de 2022    | Córdoba, Argentina              | Terra batuda | Andrés Molteni         | Andrej Martin T-S. Weissborn      | 7−5, 6−3               |
| Guanyador | 18.  | 13 de febrer de 2022   | Buenos Aires                    | Terra batuda | Andrés Molteni         | Fabio Fognini Horacio Zeballos    | 6−1, 6−1               |
| Finalista | 13.  | 19 de març de 2022     | Indian Wells, Estats Units      | Dura         | Édouard Roger-Vasselin | John Isner Jack Sock              | 6−7(4), 3−6            |
| Finalista | 14.  | 2 d'octubre de 2022    | Tel-Aviv, Israel                | Dura         | Andrés Molteni         | Rohan Bopanna Matwé Middelkoop    | 2−6, 4−6               |
| Finalista | 15.  | 30 d'octubre de 2022   | Viena, Àustria                  | Dura (i)     | Andrés Molteni         | Alexander Erler Lucas Miedler     | 3−6, 6−7(1)            |
| Guanyador | 19.  | 26 de febrer de 2023   | Marsella, França                | Dura (i)     | Édouard Roger-Vasselin | Nicolas Mahut Fabrice Martin      | 4−6, 7−6(4), [10−7]    |
| Guanyador | 20.  | 1 d'abril de 2023      | Miami, Estats Units             | Dura         | Édouard Roger-Vasselin | Austin Krajicek Nicolas Mahut     | 7−6(4), 7−5            |
| Guanyador | 21.  | 5 d'agost de 2023      | Los Cabos, Mèxic                | Dura         | Édouard Roger-Vasselin | Andrew Harris Dominik Köpfer      | 6−4, 7−5               |
| Guanyador | 22.  | 29 d'octubre de 2023   | Basilea, Suïssa                 | Dura (i)     | Édouard Roger-Vasselin | Hugo Nys Jan Zieliński            | 6−7(8), 7−6(3), [10−1] |
| Guanyador | 23.  | 6 de novembre de 2023  | París, França                   | Dura (i)     | Édouard Roger-Vasselin | Rohan Bopanna Matthew Ebden       | 6−2, 5−7, [10−7]       |
| Finalista | 16.  | 18 de febrer de 2024   | Delray Beach, Estats Units      | Dura         | Neal Skupski           | Julian Cash Robert Galloway       | 7−5, 5−7, [2−10]       |
| Finalista | 17.  | 2 de març de 2024      | Acapulco (2)                    | Dura         | Neal Skupski           | Hugo Nys Jan Zieliński            | 3−6, 2−6               |
| Finalista | 18.  | 6 d'abril de 2025      | Houston (2)                     | Terra batuda | Federico Agustín Gómez | Fernando Romboli J-P. Smith       | 1−6, 4−6               |
| Guanyador | 24.  | 15 de juny de 2025     | Stuttgart (2)                   | Gespa        | Austin Krajicek        | Alex Michelsen Rajeev Ram         | 6−4, 6−4               |
| Guanyador | 25.  | 28 de juny de 2025     | Mallorca, Espanya               | Gespa        | Austin Krajicek        | Yuki Bhambri Robert Galloway      | 6−1, 1−6, [15−13]      |

### Dobles mixts: 4 (0−4)
| Resultat  | Núm. | Data                  | Torneig               | Superfície   | Parella              | Oponents                     | Marcador         |
| --------- | ---- | --------------------- | --------------------- | ------------ | -------------------- | ---------------------------- | ---------------- |
| Finalista | 1.   | 9 de juny de 2012     | Roland Garros, França | Terra batuda | Klaudia Jans-Ignacik | Sania Mirza Mahesh Bhupathi  | 6−7(3), 1−6      |
| Finalista | 2.   | 7 de setembre de 2013 | US Open, Estats Units | Dura         | Abigail Spears       | Andrea Hlaváčková Max Mirnyi | 6−7(5), 3−6      |
| Finalista | 3.   | 6 de setembre de 2014 | US Open (2)           | Dura         | Abigail Spears       | Sania Mirza Bruno Soares     | 1−6, 6−2, [9−11] |
| Finalista | 4.   | 12 de juliol de 2024  | Wimbledon, Regne Unit | Gespa        | Giuliana Olmos       | Hsieh Su-wei Jan Zieliński   | 4−6, 2−6         |

## Trajectòria

### Dobles masculins
| Open d'Austràlia | A           | A           | 2R          | QF    | 1R          | 1R          | 1R          | 1R    | 1R          | 1R          | 1R          | QF          | 1R    | 1R    | 2R    | 3R    |    | 0 / 14    | 10 − 14   |
| Roland Garros | A           | 3R          | 1R          | 2R    | 1R          | 2R          | 1R          | 1R    | F           | 2R          | 1R          | 1R          | 1R    | 1R    | 3R    | 1R    |    | 0 / 15    | 12 − 15   |
| Wimbledon | 1R          | 2R          | 3R          | 2R    | 2R          | 2R          | 2R          | 2R    | 1R          | 2R          | 3R          | NC          | 1R    | 3R    | 3R    | 2R    |    | 0 / 15    | 16 − 15   |
| US Open | A           | 1R          | 1R          | 3R    | 1R          | 1R          | 2R          | 2R    | 1R          | 2R          | 1R          | 1R          | 3R    | 1R    | 3R    | 1R    |    | 0 / 15    | 9 − 15    |
| Jocs Olímpics | No celebrat | No celebrat | No celebrat | A     | No celebrat | No celebrat | No celebrat | 2R    | No celebrat | No celebrat | No celebrat | No celebrat | A     | NC    | NC    |       | NC | 0 / 1     | 0 − 1     |
| ATP Finals | A           | A           | A           | A     | A           | A           | A           | A     | A           | A           | A           | A           | A     | A     | SF    |       |    | 0 / 1     | 2 − 2     |
| Total Victòries−Derrotes                                                                                                   | 2−3         | 15−12       | 33−23       | 30−27 | 30−26       | 29−26       | 19−18       | 25−22 | 26−27       | 28−28       | 16−22       | 8−11        | 30−26 | 38−30 | 53−24 | 32−29 |    | 399 − 349 | 399 − 349 |
| Rànquing a final d'any | 106         | 50          | 28          | 34    | 33          | 36          | 65          | 47    | 28          | 53          | 49          | 47          | 35    | 28    | 11    | 45    |    |           |           |
| Llegenda: G: Guanyador; F: Finalista; SF: Semifinalista; QF: Quarts de final; Q: Qualificació; A: Absent; RR: Round Robin; |             |             |             |       |             |             |             |       |             |             |             |             |       |       |       |       |    |           |           |

### Dobles mixts
| Open d'Austràlia | A   | A   | 1R  | 2R  | A   | 2R  | A   | A   | 1R  | A     | A   | A   | 2R  | A   | 1R  |  | 0 / 6   | 3 − 6   |
| Roland Garros | A   | A   | F   | 2R  | QF  | A   | A   | A   | SF  | 2R    | NC  | A   | 1R  | 1R  | A   |  | 0 / 7   | 11 − 7  |
| Wimbledon | 2R  | 1R  | 1R  | 2R  | 1R  | 1R  | 3R  | A   | 1R  | 1R    | NC  | 1R  | 1R  | 1R  | F   |  | 0 / 13  | 8 − 13  |
| US Open | A   | A   | A   | F   | F   | A   | 2R  | 2R  | 2R  | A     | NC  | A   | 1R  | QF  | 2R  |  | 0 / 8   | 14 − 8  |
| Total Victòries−Derrotes                                                                                                   | 1−1 | 0−1 | 4−3 | 7−4 | 6−3 | 1−2 | 3−2 | 1−1 | 4−4 | 18−22 | 1−2 | 0−0 | 1−4 | 2−3 | 5−3 |  | 36 − 34 | 36 − 34 |
| Llegenda: G: Guanyador; F: Finalista; SF: Semifinalista; QF: Quarts de final; Q: Qualificació; A: Absent; RR: Round Robin; |     |     |     |     |     |     |     |     |     |       |     |     |     |     |     |  |         |         |